# É Proibido Fumar (filme)
É Proibido Fumar é um filme brasileiro, do gênero drama, de 2009, dirigido e escrito por Anna Muylaert, a qual também é produtora junto com Sara Silveira. É estrelado por Glória Pires, Paulo Miklos, Alessandra Colassanti, Dani Nefussi e Marisa Orth. A história é de um romance entre Baby, uma professora de violão, solitária e viciada em cigarros, interpretada por Glória Pires, e um músico que ainda não superou seu relacionamento anterior e se muda para ao apartamento vizinho de Baby, interpretado por Paulo Miklos.
O filme foi bem recebido pela crítica e tornou-se um dos filmes brasileiros mais premiados de 2009. Estreou nos cinemas a partir de 4 de dezembro de 2009 e teve uma renda de R$ 411.420,99 ao longo de sua exibição, levando quase 50 mil espectadores às salas de cinema. A atuação de Glória Pires foi bastante elogiada e lhe rendeu diversos prêmios e indicações. Ela foi indicada pela Academia Brasileira de Cinema ao Grande Otelo de Melhor Atriz e venceu os prêmios Guarani de Melhor Atriz, APCA de Melhor Atriz em Cinema e também foi premiada com o Troféu Candango de Melhor Atriz no Festival de Brasília. Paulo Miklos também recebeu o Candango de Melhor Ator no mesmo festival.

## Sinopse
Baby (Glória Pires) vive sozinha no apartamento que herdou da mãe. Ela dá aulas de violão para alguns alunos e vive em atrito com as irmãs. Quando o músico Max (Paulo Miklos) se muda para o apartamento vizinho, Baby vê nele a grande chance de voltar à vida. Para que o romance dê certo ela está disposta a enfrentar qualquer ameaça, inclusive seu vício compulsivo por fumar.

## Elenco
- Glória Pires como Baby
- Paulo Miklos como Max
- Dani Nefussi como Teca
- Marisa Orth como Pop
- Alessandra Colasanti como Stelinha
- Paulo César Peréio como Zé Tadeu
- Antônio Edson como Seu Chico
- Paula Pretta como Vanilda
- Dulce Muniz como mãe de Stelinha
- André Abujamra como Pablo
- Magnu Sousá como Edmilson[8]
- Maurilio de Oliveira como Dionísio
- Lourenço Mutarelli como corretor de imóveis
- Pitty como cliente do corretor
- Etty Fraser como avó judia
- Lucas Machado Candeias como Paulinho

## Produção
É Proibido Fumar é o segundo longa-metragem dirigido por Anna Muylaert, sendo o primeiro Durval Discos, de 2002. O filme teve um orçamento de 4,167,184,00 milhões de reais. A equipe técnica é composta por Jacob Solitrenick na direção de fotografia, Ana Mara Abreu como diretora de arte, Marisa Guimarães como figurinista e Sara Silveira e Maria Ionescu na produção.
A trilha sonora é marcada por várias canções de Música Popular Brasileira como "Taj Mahal" de Jorge Ben Jor, "Baby" , de Caetano Veloso, "Filhos de Gandhi" de Gilberto Gil e "Canta Canta, Minha Gente" de Martinho da Vila. O filme foi produzido por Africa filmes e Dezenove Som Imagens.

## Lançamento
O filme estreou no 42º Festival de Cinema de Brasília, que ocorreu em novembro de 2009, concorrendo na mostra competitiva. Foi lançado nos cinemas brasileiros a partir de 4 de dezembro de 2009 pela PlayArt Pictures. Em agosto de 2010, foi exibido no Los Angeles Latino Film Festival, nos Estados Unidos, e em dezembro do mesmo ano foi exibido no Vietnã, durante o Brazilian Film Week.

## Recepção

### Crítica
José Geraldo Couto, do jornal Folha de S.Paulo, fez elogios ao filme: "O primeiro mérito de "É Proibido Fumar", portanto, é o de contar com a inteligência ativa do espectador, em vez de lhe entregar tudo mastigado recorrendo à irritante muleta da narração em off, tão comum em nosso cinema recente [...] Mais do que uma comédia sobre a solidão e o afeto na grande cidade, como já foi definido, "É Proibido Fumar" é um estudo sobre a construção da imagem, seus usos e abusos na vida contemporânea."
Luiz Zanin Oricchio, do jornal O Estado de S. Paulo, fez crítica positiva ao longa: "É um trabalho inteligente de som e imagens, bem construído e que pode dialogar com um público mais amplo- justamente o que anda faltando hoje ao cinema brasileiro de qualidade."
Marcelo Hessel, do portal de cultura pop Omelete, fez crítica mista ao filme dizendo que: "Paulistana, uspiana, a diretora contou em seu primeiro longa, Durval Discos, a história de um tipo clássico da Vila Madalena que nunca deixou os anos 70. Agora, no segundo, É Proibido Fumar, as locações só mudam alguns quilômetros, para um prédio residencial em Higienópolis."
Alysson Oliveira, do portal G1, escreveu uma crítica favorável ao filme e anotou que: "O roteiro, também assinado por Anna Muylaert, funciona muito bem em todas as suas transições e reviravoltas. Quando a história parece que caminha para algum clichê, a diretora/roteirista impede que caia no óbvio e encontra uma saída tão criativa quanto plausível - até chegar ao desfecho bastante aberto e que possibilita inúmeras interpretações."

### Prêmios e indicações
No ano de 2009, o filme saiu-se como o grande vencedor do Festival de Brasília, arrematando estatuetas em oito categorias, incluindo: melhor filme, melhor ator para Paulo Miklos, melhor atriz para Glória Pires, melhor atriz coadjuvante para Dani Nefussi, melhor roteiro para Anna Muylaert, melhor trilha sonora para Márcio Nigro, melhor edição, além de vencer um prêmio especial da crítica.
No Grande Prêmio do Cinema Brasileiro de 2010, prêmio da Academia Brasileira de Cinema, o filme conquistou seis indicações, saindo-se vencedor em cinco delas, incluindo: melhor filme de ficção, melhor direção e melhor roteiro original para Anna Muylaert, melhor montagem para Paulo Sacramento e melhor trilha sonora para Márcio Nigro. Glória Pires foi indicada ao prêmio de melhor atriz
Em 2010, o filme também foi premiado no Prêmio Contigo! de Cinema Nacional de 2010, conquistando seis estatuetas, incluindo melhor atriz para Glória Pires, melhor filme, melhor diretor, melhor figurino, melhor roteiro e melhor trilha sonora. Também em 2010, o filme ganhou dois prêmios da Associação Paulista de Críticos de Arte, APCA, incluindo melhor atriz para Glória Pires e melhor direção para Anna Muylaert.

## Mídia caseira
Em 2010, o filme ganhou uma versão em DVD feito pela produtora Playarte.